# كيريل شفتشينكو
كيريل شفتشينكو هو لاعب شطرنج أوكراني، ولد في 22 سبتمبر 2002 في كييف في أوكرانيا.

## وصلات خارجية
- كيريل شفتشينكو على موقع الاتحاد الدولي للشطرنج (الإنجليزية)
- كيريل شفتشينكو على موقع مباريات الشطرنج (الإنجليزية)
- كيريل شفتشينكو على موقع 365Chess.com (الإنجليزية)
- كيريل شفتشينكو على موقع Chesstempo.com (الإنجليزية)